# Northrop Delta
Northrop Delta var ett amerikansktillverkat passagerarflygplan.
Flygplanet var ett lågvingat fribärande monoplan med ett fast hjul landställ och sporrhjul. Flygplanet var helt byggt i en lättmetallegering. Motorn var en luftkyld niocylindrig stjärnmotor som drev en Hamilton Standard propeller som var omställbar i två olika stigningar.

## Sverige
Till Sverige kom första flygplanet i april 1934 och den registrerades vid luftfartsmyndigheten som SE-ADI på AB Aerotransport. Under företagsnamnet Halland sattes flygplanet först in i passagerarflygning mellan Malmö-Göteborg, senare överfördes planet till nattpostlinjen mellan Barkarby-Malmö-Hannover. Flygplanet såldes i juli 1937 till Beryl Markham som avsåg att använda flygplanet vid en rekordflygning, men flygplanet som gavs registreringen G-AEXR överfördes omedelbart till det Irakiska registret under den officiella registreringen YI-OSF, men i verkligheten fördes flygplanet till Spanien där det deltog i inbördeskriget.